# Takuya Haneda
Takuya Haneda (羽根田卓也?, Haneda Takuya; Toyota, 17 luglio 1987) è un canoista giapponese, specializzato nello slalom.

## Palmarès
- Olimpiadi

Rio de Janeiro 2016: bronzo nel C1.
- Giochi asiatici

Guangzhou 2010: argento nel C1.
Incheon 2014: oro nel C1.
- Campionati asiatici

Inje 2005: oro nel C1.